# Natte (vannerie)
Pour les articles homonymes, voir Natte (homonymie).

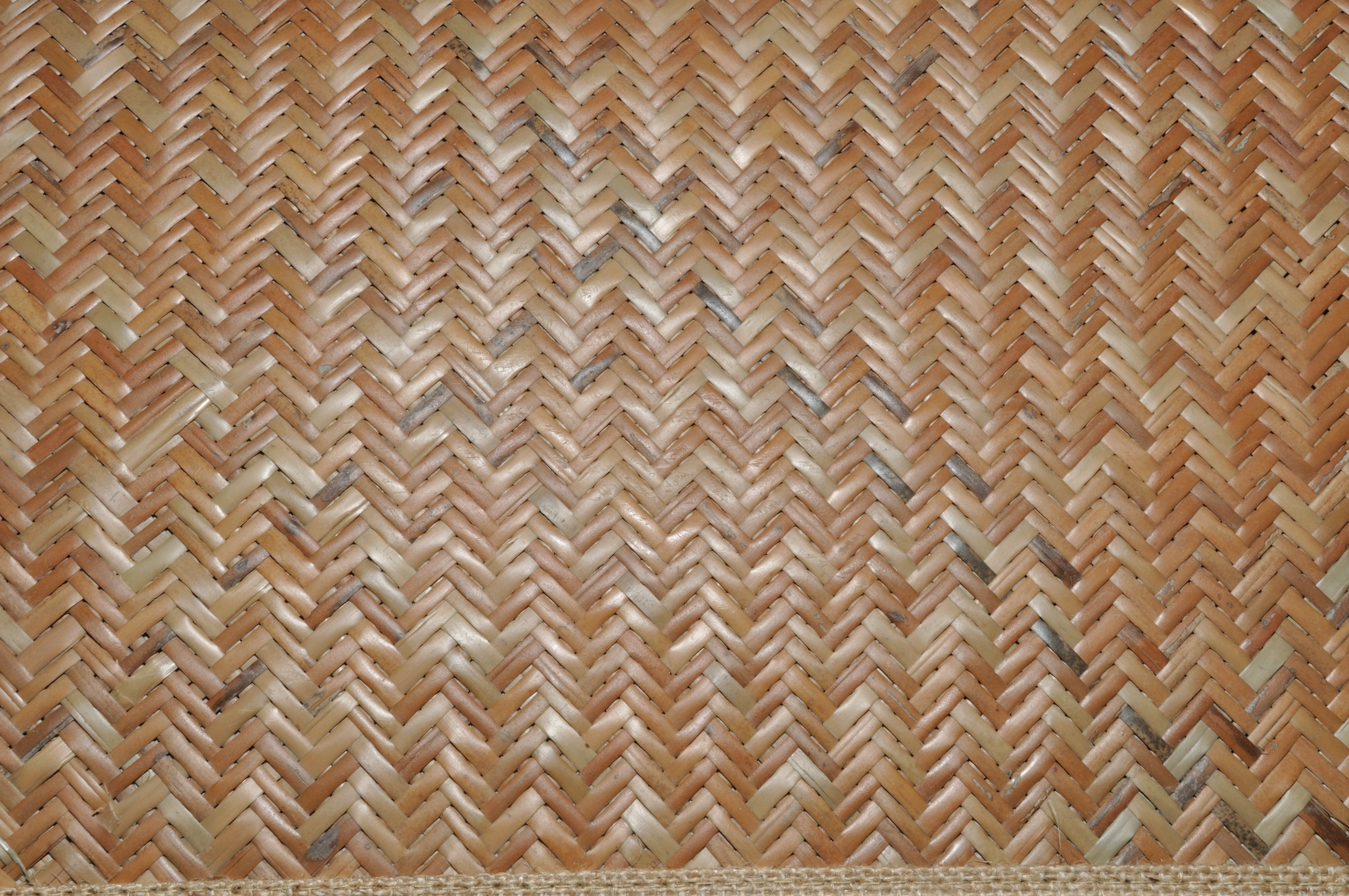
Natte en Jonc. Calcutta, Inde.

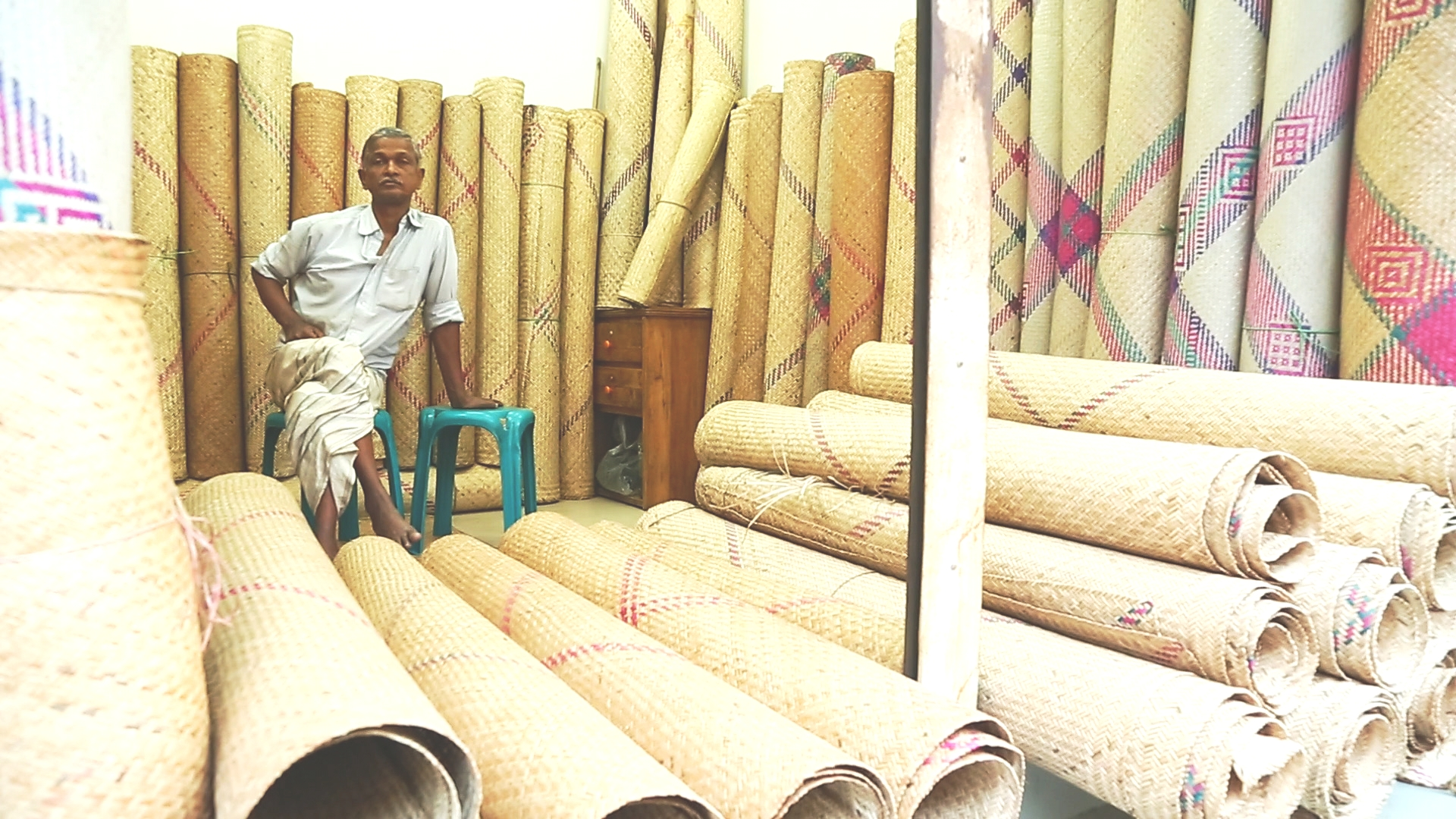
Shital pati, nattes de jonc, à Dacca au Bangladesh.

Une natte est un ouvrage de vannerie, tissu de paille, de jonc ou de bambou servant à couvrir les planchers ou à revêtir les murs des pièces d'habitations. C'est un article traditionnel dans beaucoup de pays orientaux et qui remplace fauteuils, chaises et lits. Les nattes entrent aussi dans diverses traditions constructives.

## Océanie

### Nouvelle-Zélande
En Nouvelle-Zélande, au XIXe siècle, le phormium tenax espèce de chanvre indigène à la Nouvelle-Zélande, portant des feuilles aiguës, longues et étroites dont le tissu dépouillé de sa pulpe épaisse couleur émeraude, et exposé à la rosée, donne des fils blancs qui servent à fabriquer des toiles très fines et des cordages forts. Pour mettre le phormium en état d'être employé les femmes, que ce genre de travail regarde exclusivement, coupent les feuilles en lanières très minces et les font ensuite passer plusieurs fois entre le tranchant d'une coquille de moule, qu'elles tiennent fortement dans la paume de leur main droite et le pouce de cette même main. Pour compléter une natte de grande dimension et du goût le plus soigné, il faut au moins deux ou trois ans de travail. Ainsi préparée cette denrée est vendue aux caboteurs de Sydney et d'Hobart, pour des couvertures de laine, des ustensiles de fer, de la quincaillerie, du tabac et surtout pour de la poudre et des fusils, sortes de marchandises sans lesquelles il est presque impossible de conclure aucun marché avec les Néozélandais. Ce commerce a lieu principalement dans le détroit de Cook et procure aux naturels de cette partie d'Ika-na-Mawi une aisance dont ceux de la partie nord sont d'autant plus envieux que non seulement ils ne récoltent pas chez eux le phormium, mais qu'ils voient les espars qui forment leur principale branche d’échange avec les Européens diminuer rapidement par suite de la destruction des bois sur les bords des rivières et aux environs de la mer où ils ne peuvent plus les transporter qu'avec des peines infinies. Les indigènes ont l'habitude de dormir en plein air. Ils dorment assis les jambes pliées sous eux et couverts d'une natte de jonc en sorte que pendant la nuit ils ont l'air de petites meules de foin éparpillées sur le revers de la montagne.

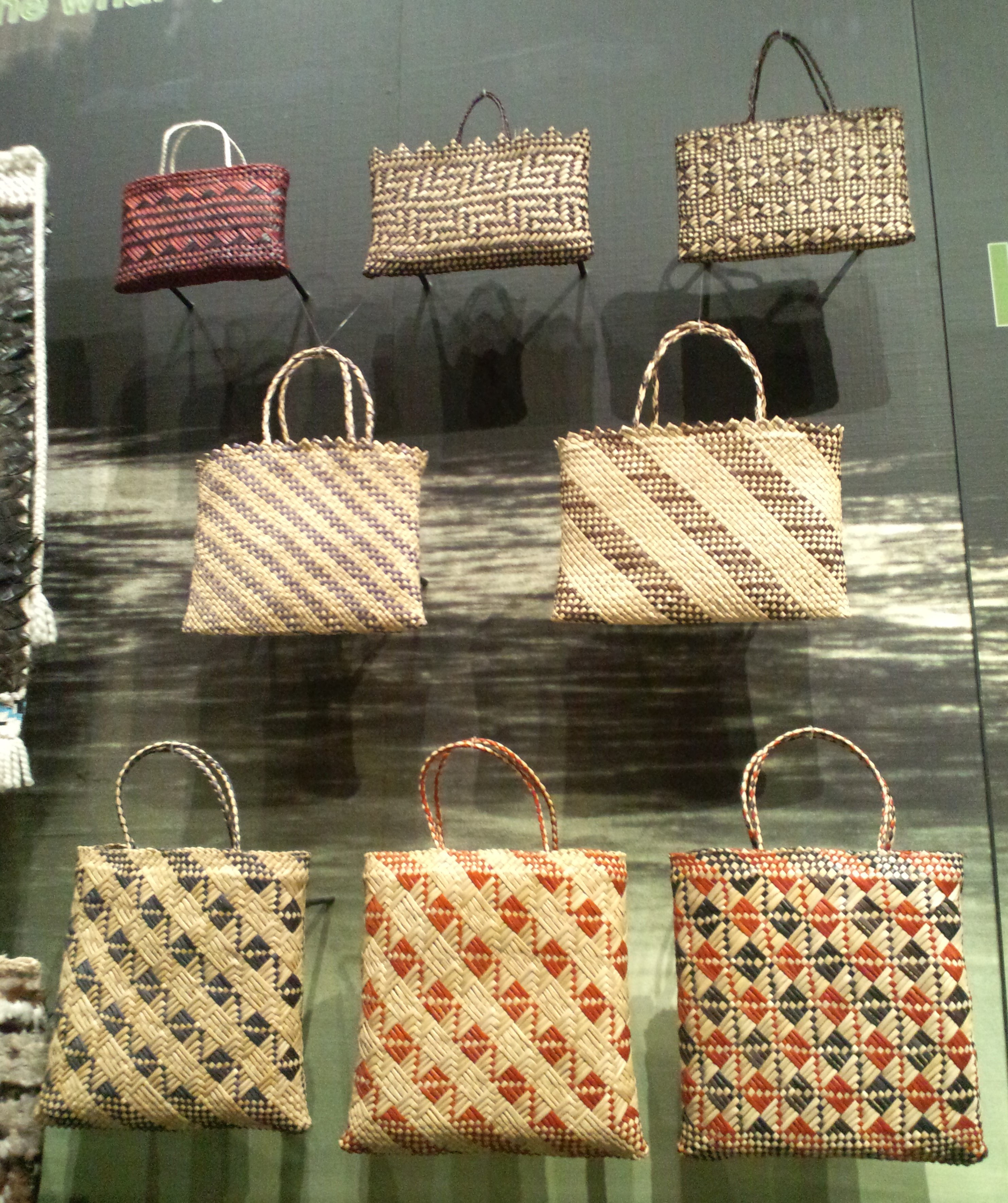
Kete Whakairo (Kete (basket) (en)) traditionnel maori, National Museum of Ethnology, Osaka, Japan
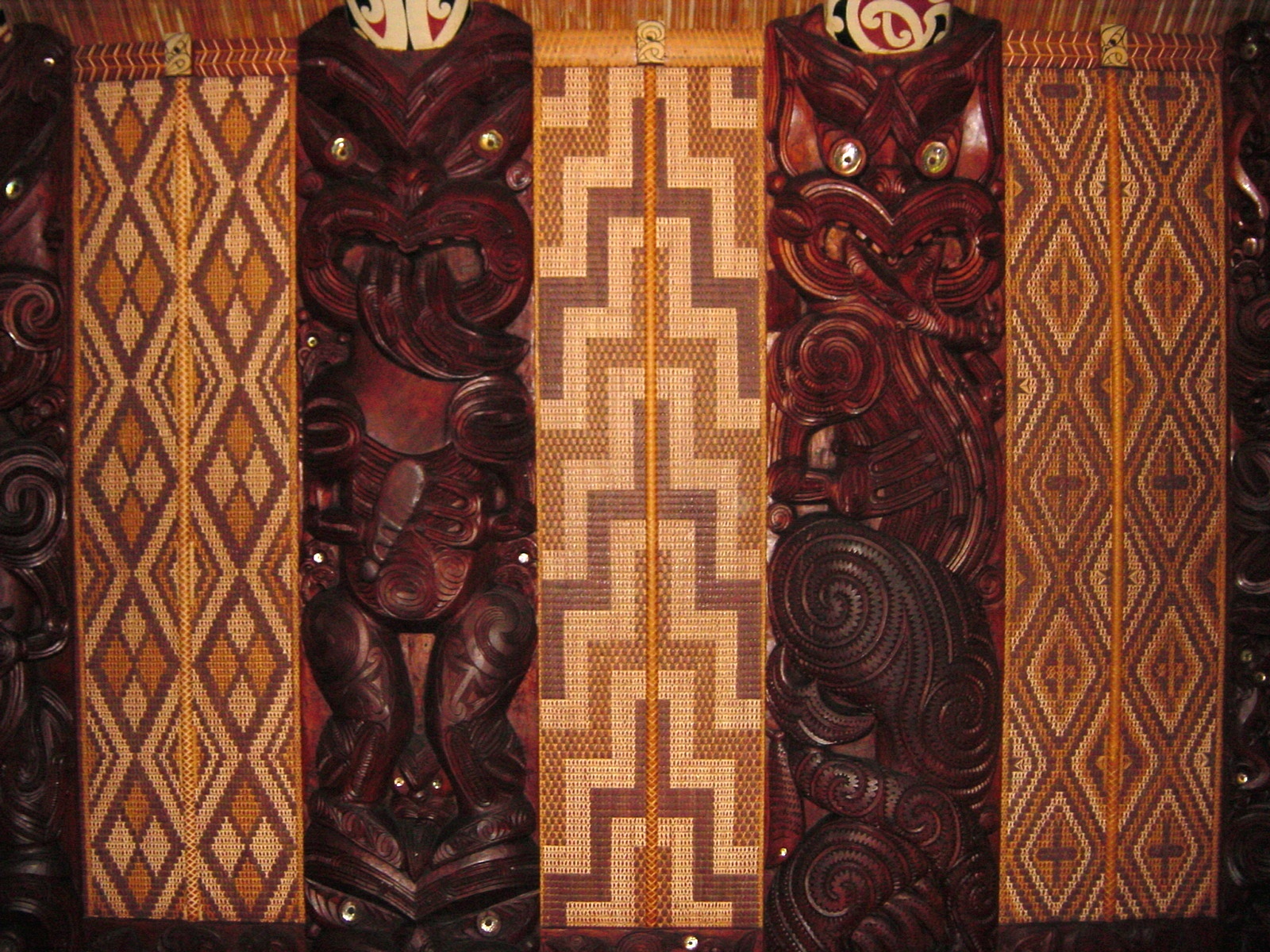
Tukutuku et poupou maoris

### Samoa

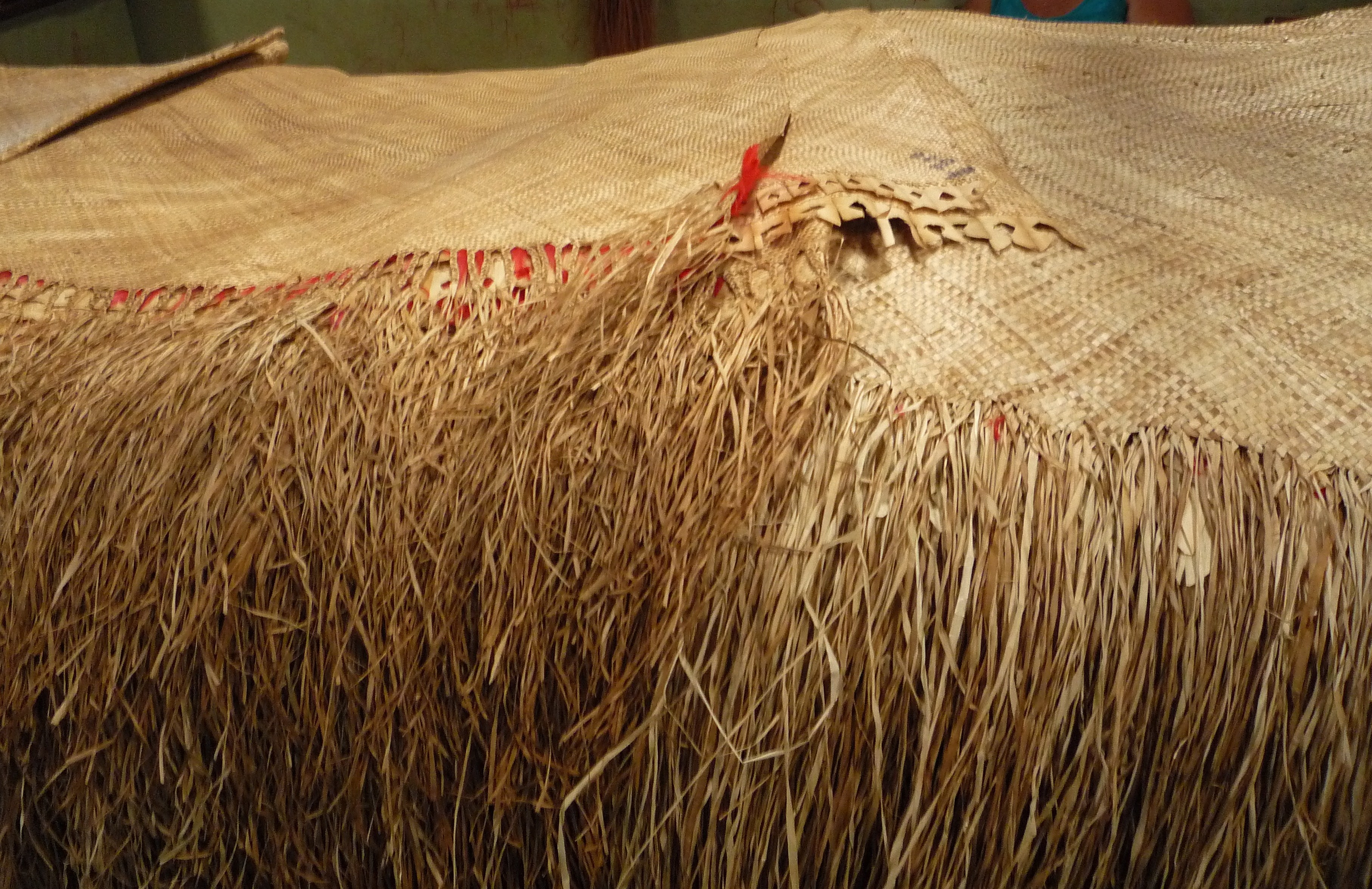
Natte fine des îles Samoa.

### Tonga

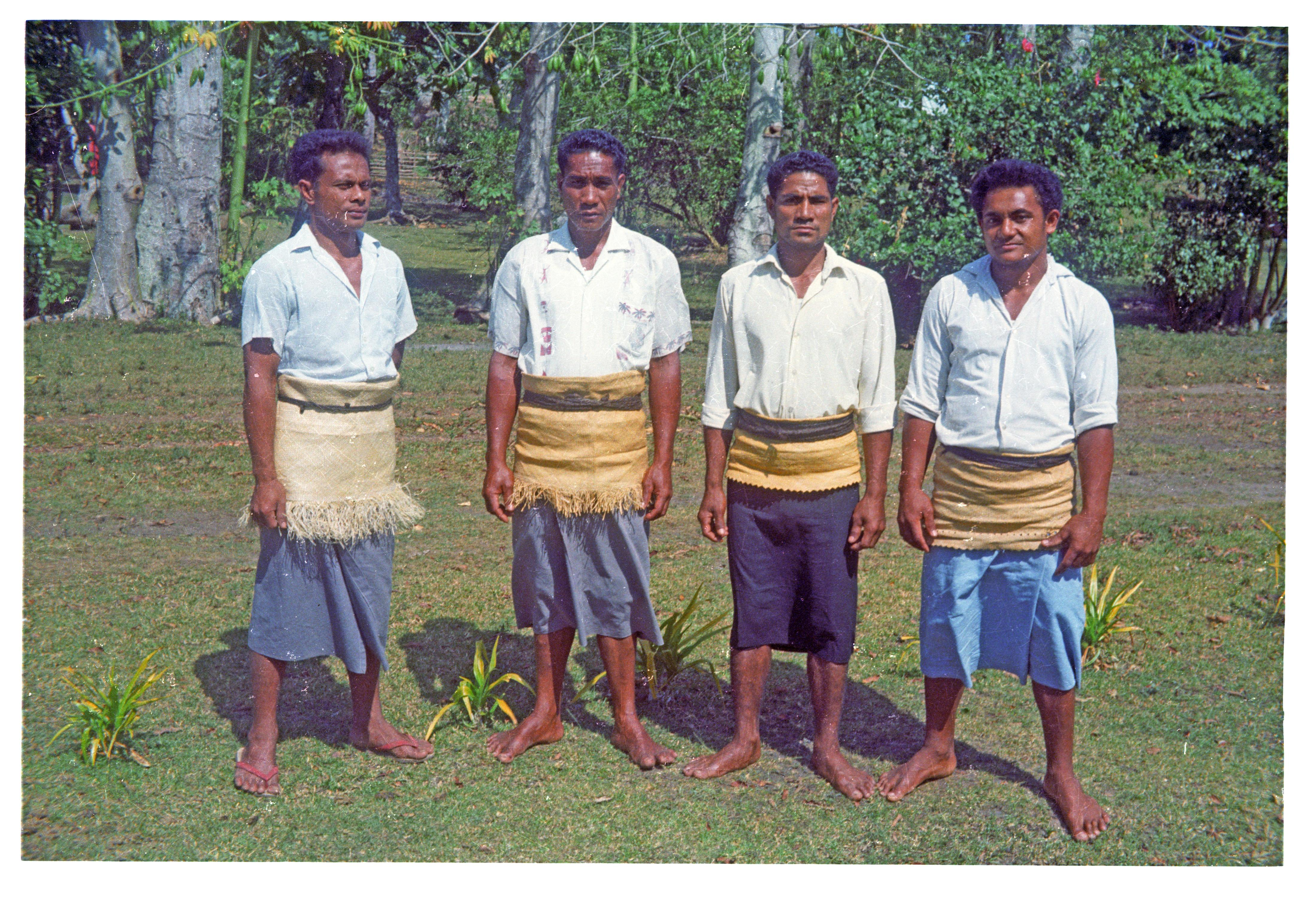
Taʻovala portées par des hommes de Niuafo'ou, aux Tonga.

« Aux Tonga, chaque homme est censé savoir bâtir une maison ce que l'on appelle langa falli mais il en est qui en font leur métier et qui sont particulièrement chargés de la construction des grands bâtiments sur les malais des maisons consacrées et des habitations des chefs. La forme de leurs maisons est oblongue ou presque ovale elles sont fermées sur les côtés et ouvertes sur la façade et sur le derrière. Ces clôtures sont artistement faites. Le toit est soutenu par quatre ou six pieux et quelquefois davantage et les bords descendent jusqu'à quatre pieds de terre. Le principal est de savoir bien assurer les outres ce qui se fait avec des tresses de différentes couleurs rouges noires et jaunes qui disposées avec goût donnent à la maison une jolie apparence. On emploie pour la toiture des grandes maisons des feuilles sèches de la canne à sucre qui durent ordinairement de sept à huit ans et pour les petites une espèce de natte en feuilles de cocotier qui ont besoin de réparation tous les deux ou trois ans. Le plancher est élevé d'un pied environ au-dessus de la surface du sol la terre d'abord battue est ensuite recouverte de feuilles de cocotier et d'ifi et d'herbes sèches sur lesquelles on étend un natte blanchie faite de jeunes feuilles de cocotier. Les maisons ne contiennent à proprement parler qu'un seul appartement divisé par des cloisons de sept à huit pieds de haut. Lorsqu'il pleut on pendant les nuits froides on baisse une espèce de jalousie en natte laquelle est attachée au toit ».

## Asie

### Philippines

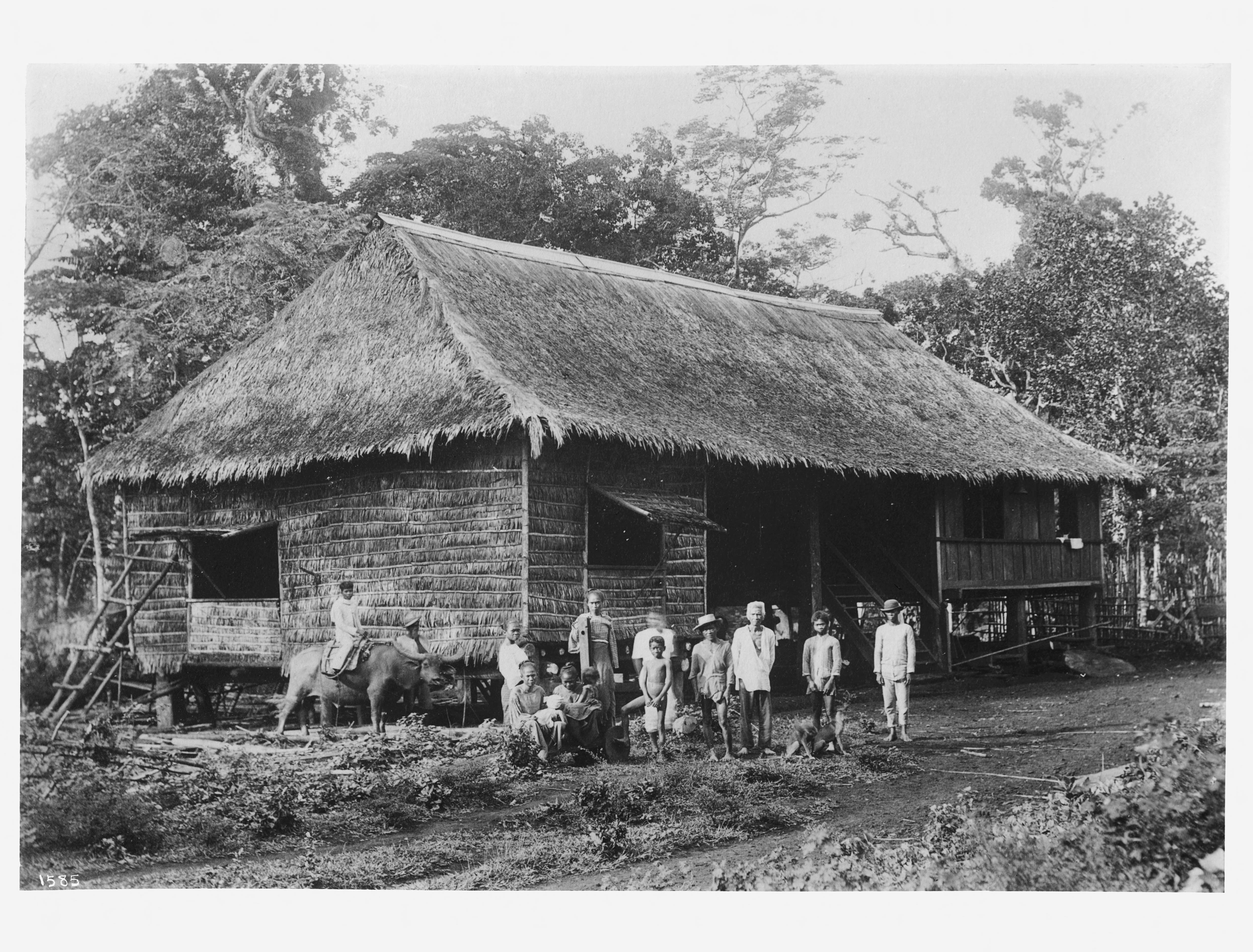
Natte et hutte Nipa, Philippines.

### Au Viêt Nam
Au Tonkin, au XIXe siècle, les sièges sont formés chez les gens du commun par une natte étendue sur la terre et chez les riches par de petites estrades couvertes d'un tapis et qui sont plus ou moins élevées selon le rang des personnes auxquelles on y fait prendre place. Les lits sont aussi composés de nattes avec des oreillers formés d'un tissu de jonc. Du reste les appartements sont dépourvus de meubles.

### En Chine
Les nattes en jonc, en roseau ou en fibre de bambou sont un produit courant en Chine. Au XIXe siècle, on fend les joncs et on les découpe en petites bandes étroites lorsqu'on se sert de rotin pour faire les nattes, on a soin de n'employer que la partie qui porte l'émail de la peau. Des cordes tendues à une certaine hauteur forment la chaîne. Les uns les placent horizontalement, les autres verticalement. L'ouvrier soulève une partie de cette chaîne passe les joncs avec la main et les serre en frappant avec un long couteau de bois. Ce tissage rappelle celui des étoffes de crin. Les grandes nattes tramées à deux couleurs sont montées sur un cadre vertical qui ressemble au métier haute lisse. Le travail est d'ailleurs aussi simple que celui des tapis. Quant aux nattes destinées à former les voiles des jonques elles sont tressées à plat et à la main avec les feuilles du  coix lacryma en plusieurs endroits elles sont renforcées par des liens de rotin. La grandeur de ces nattes pour voile est variable. On emploie une énorme quantité de nattes en bambou pour la voilure des jonques et pour l'emballage des caisses de thé des sucres et de presque tous les colis d'articles de retour. Cette fabrication occupe dans le Kouangtong et le Fo kiènn des milliers de vanniers.
La natte pour s'asseoir, posée à même le sol, constitue le parti le plus répandu de la Période des Royaumes combattants et à l'époque Han. En général rectangulaires, les nattes peuvent être en jonc parfois lié par des cordons de soie de couleurs, en bambou ou en branchettes de pêcher. Elles sont le plus souvent bordées d'une ganse de tissu ordinaire ou de soie peinte ou brodée, dans l'esprit des tatami japonais. Comme c'est encore le cas pour ceux-ci, la natte, à l'époque Han, sert d'étalon de longueur pour les salles, et il semble que les dimensions des plus communes sont assez proches de celles du tatami actuel.

### Au Japon

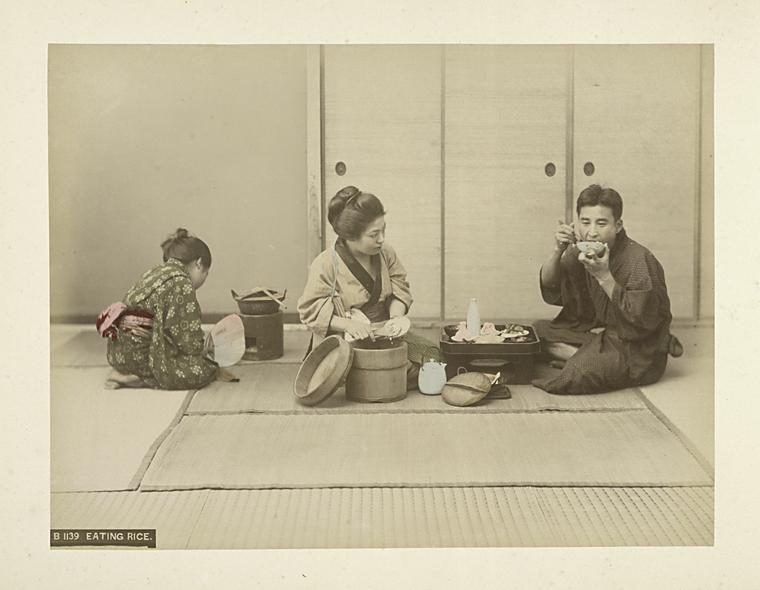
Intérieur traditionnel japonais et tatami.

Au Japon, toutes les chambres sont garnies de nattes rembourrées toutes exactement de la même taille en sorte qu'on n'a jamais de peine à les placer dans un appartement. Chaque natte (ou tatami) a six pieds trois pouces de long trois pieds deux pouces de large et est épaisse de quatre pouces. Elles sont faites de paille de riz ou de blé tressée très serré. La natte est devenue par conséquent une mesure courante au Japon en sorte que les chambres peuvent s'agrandir ou se rapetisser à volonté en faisant glisser les paravents. Les nattes étant petites et légères, l'ameublement d'une maison n'est pas une entreprise fort compliquée.

### En Birmanie

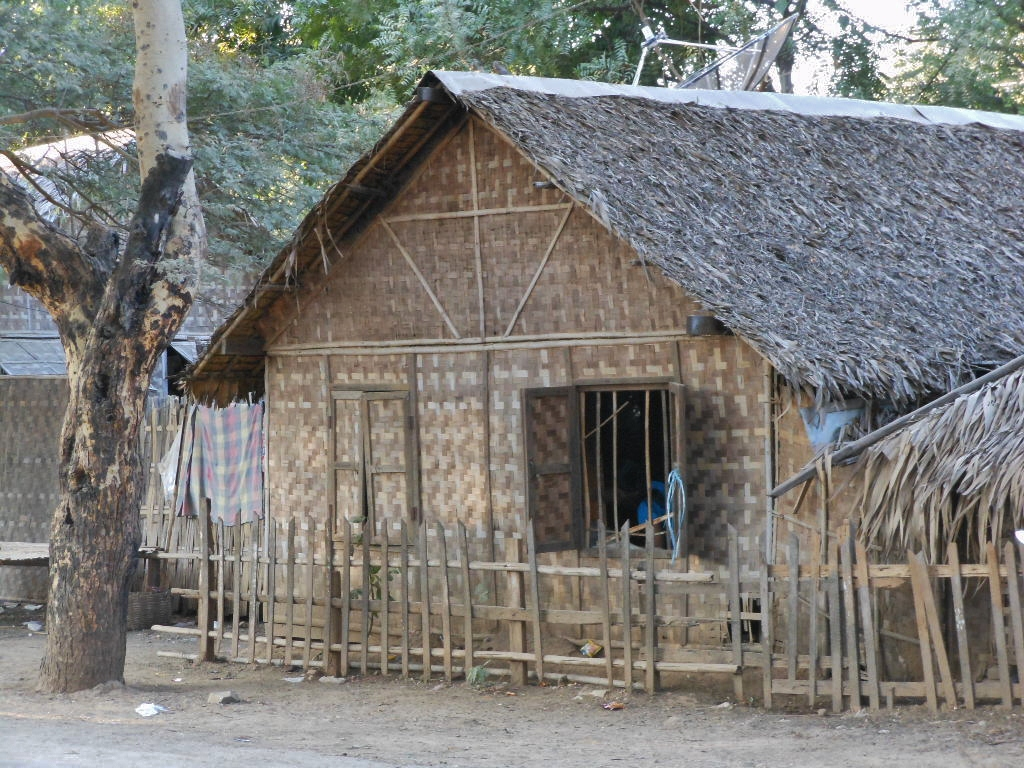
Maison en cadjan (en), nattes tressées de feuilles de cocotier. Birmanie.

### Au Turkestan

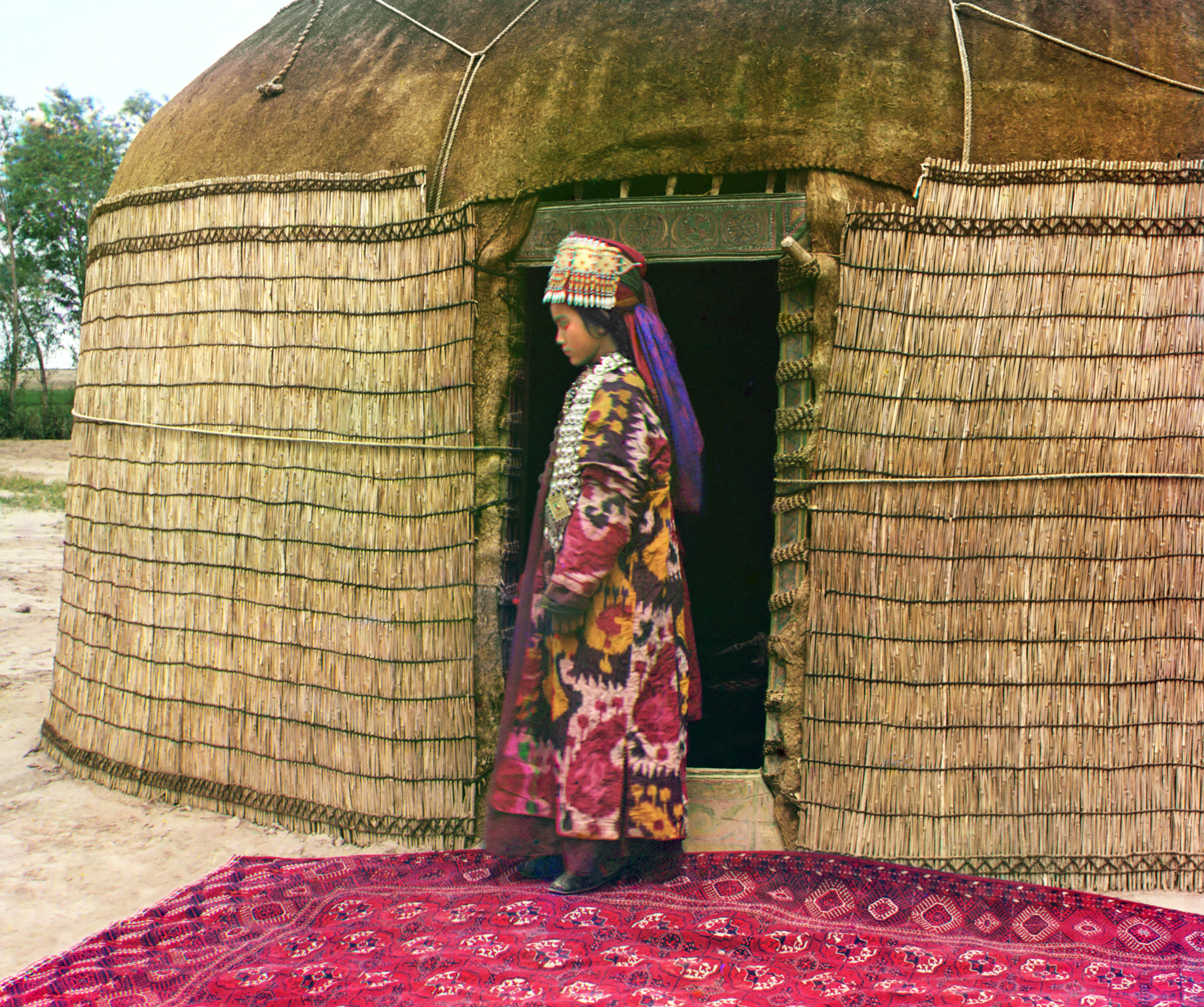
Femme ouzbek à l'entrée d'une yourte au Turkestan. La yourte est fermée extérieurement par des nattes en bambou (photographie de Sergueï Prokoudine-Gorski en 1913).

### En Irak
Kubar, gemali, kuh désignent des maisons formées d'une armature de roseaux, couvertes de nattes, propres à l'Iraq méridional. Étendues sur les charpentes de certain toits, elles servent de support à la  couverture de  pisé ou de torchis. Placées verticalement, elles constituent les murs et, horizontalement ou obliquement, le toit des constructions de roseaux du sud de l'Irak. Des lits de nattes sont placés entre les assises de briques de la ziggurat d'Aqar Qūf.

## Afrique

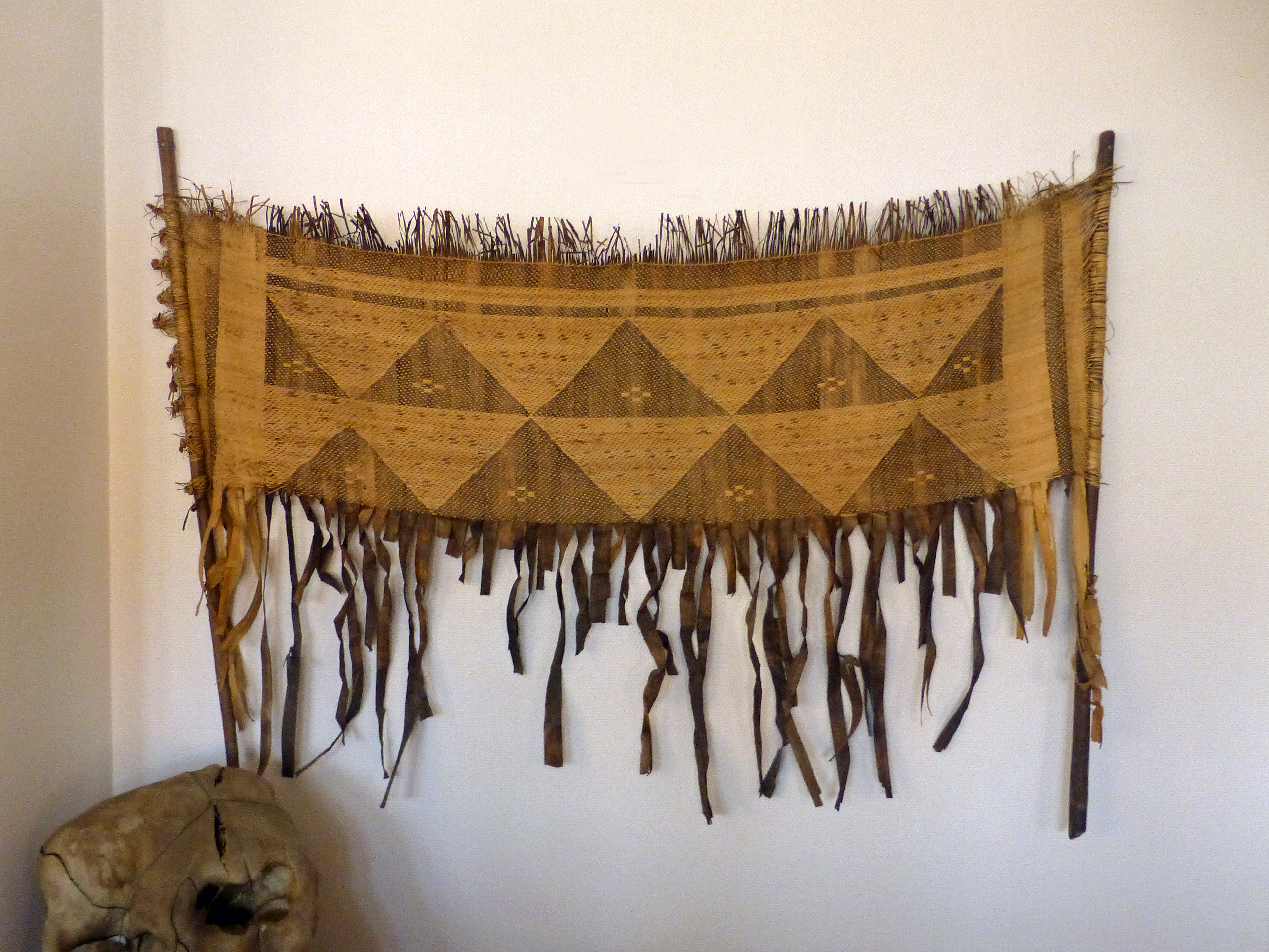
Musée africain de Gunsbach - Natte en palme inachevée.

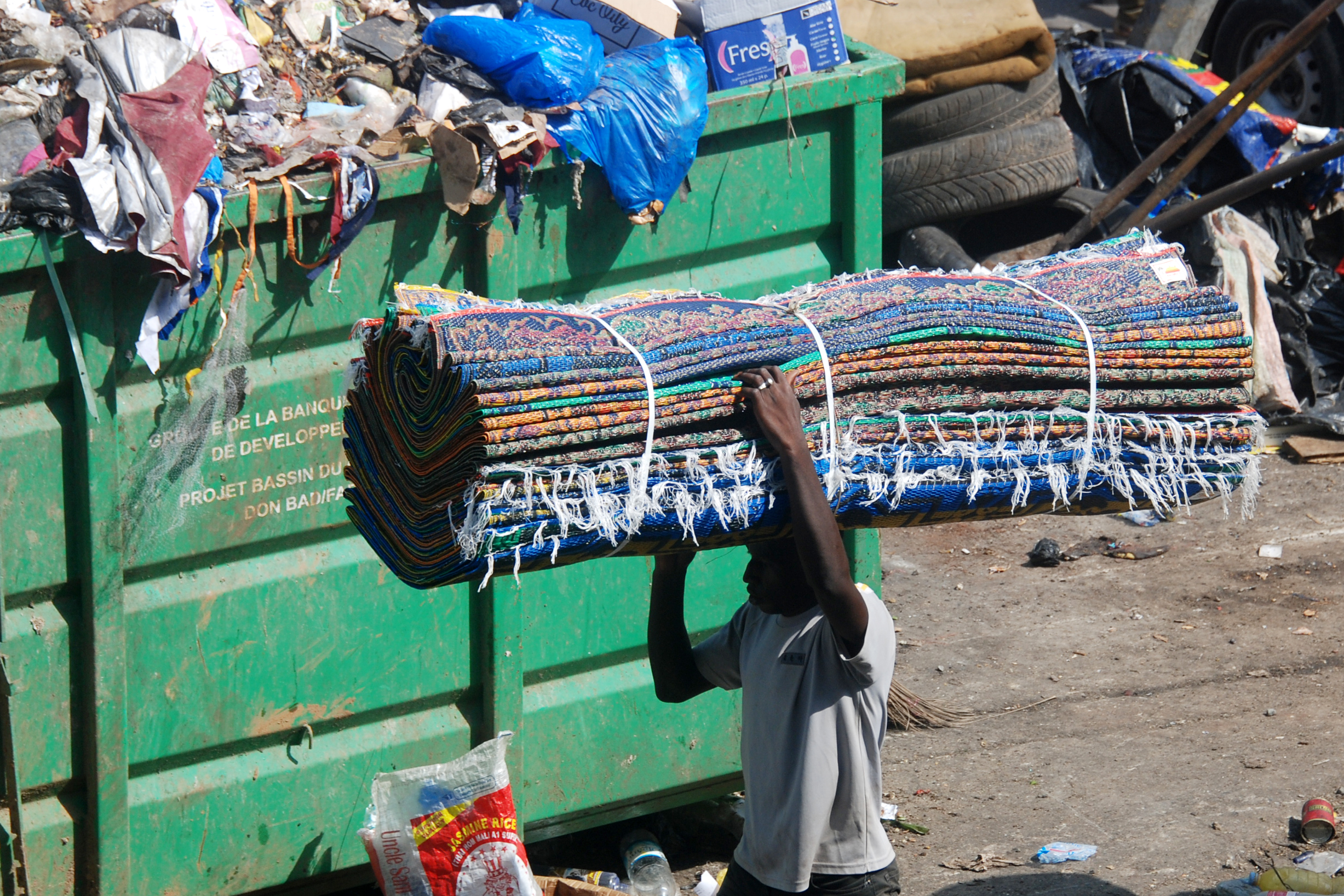
Vendeur de nattes à coucher à Abidjan, Côte d'Ivoire.

### En Érythrée et en Éthiopie

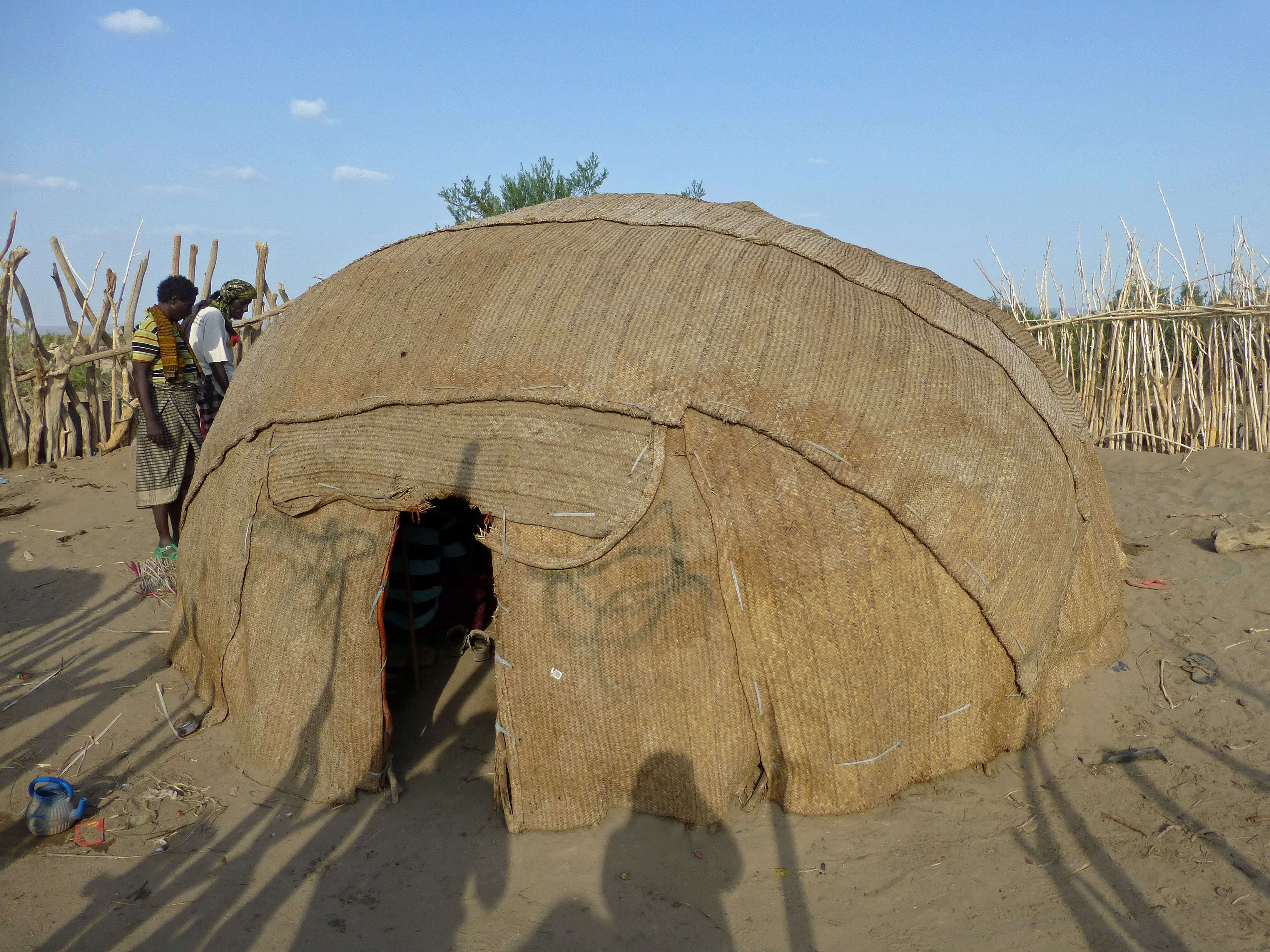
Dodom (Région Afar, Danakil, Éthiopie) : une daboyta, tente traditionnelle Afar.

Une daboyta, sorte de tente, est une habitation des Afars à Djibouti, en Érythrée et en Éthiopie. La daboyta est constituée d'une armature formée d'arceaux (jujubier ou Grewia bicolor) et de nattes de couverture en palmier hyphaene.

## Amérique précolombienne

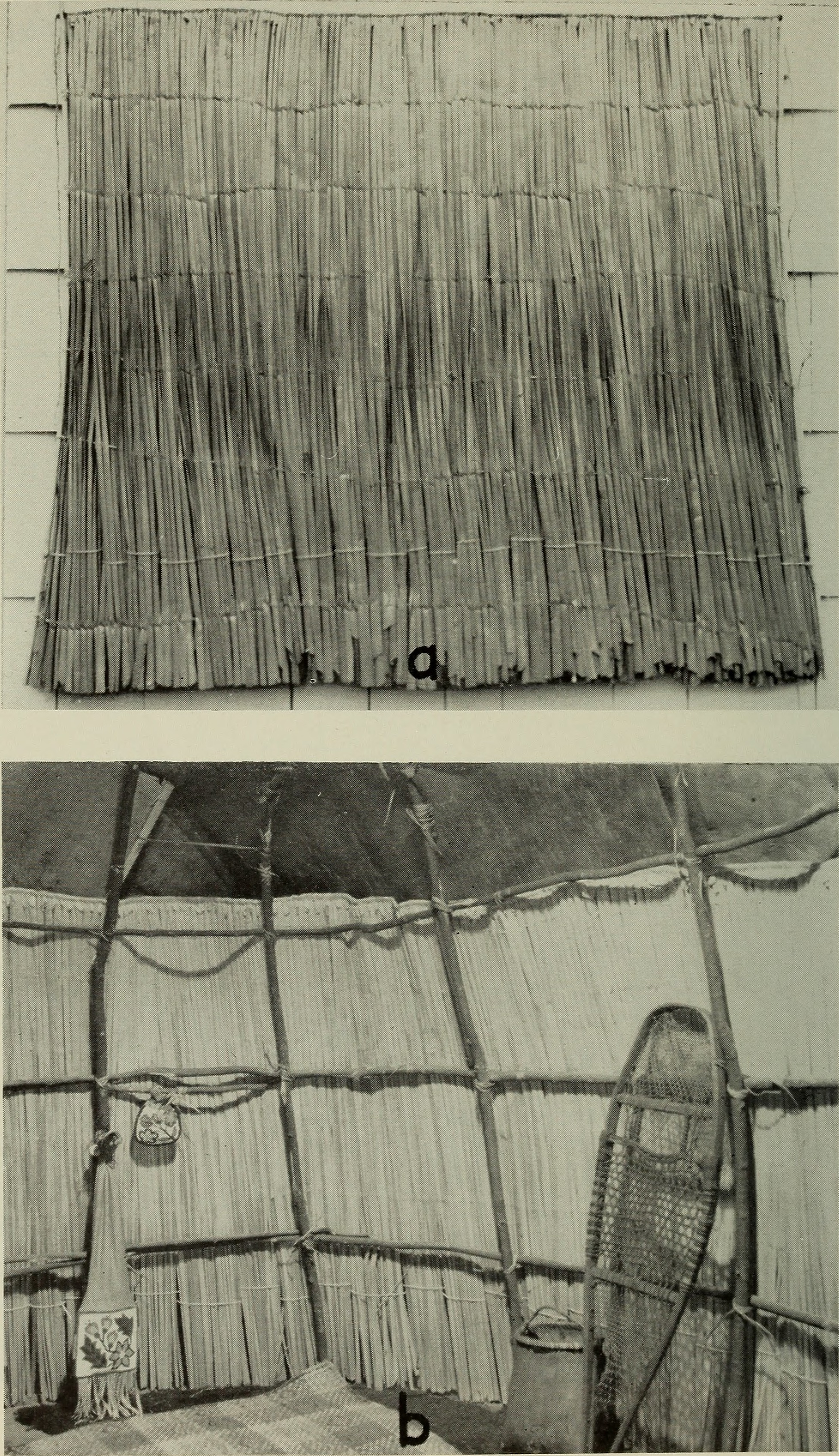
Natte et wigwam

## En France
Au XIXe siècle, les nattes de paille sont composées de divers cordons et les cordons de diverses branches ordinairement au nombre de trois. On peut mettre aux branches depuis quatre brins jusqu'à douze et plus suivant l'épaisseur qu on veut donner à la natte ou l'usage auquel elle est destinée. On natte chaque cordon à part ou comme on dit en termes de Nattiers, on le trace séparément et on le travaille au clou. On entend par travailler au clou attacher la tête de chaque cordon à un clou à crochet enfoncé dans la barre d'en haut d un fort tréteau de bois qui est le principal instrument dont se servent ces ouvriers. II y a trois clous à chaque tréteau pour occuper autant de compagnons qui à mesure qu'ils avancent la trace remontent leur cordon sur le clou et jettent par-dessus le tréteau la partie qui est nattée. Lorsqu un cordon est fini on le met sécher avant de l'oudir à la tringle. Pour joindre ces cordons et en faire une natte on les coud l'un à l'autre avec une grosse aiguille de fer longue de dix à douze pouces. La ficelle dont on se sert est menue et pour la distinguer des autres ficelles que font et vendent les cordiers on la nomme ficelle à natte. Deux grosses tringles longues à volonté et qu'on éloigne plus ou moins suivant l'ouvrage servent à cette couture qui se fait en attachant alternativement le cordon à des clous à crochet dont ces tringles sont comme hérissées d'un côté et à un pouce environ de distance les uns des autres on appelle cette façon ourdir ou bâtir à la tringle. La paille dont on fait ces sortes de nattes doit être longue et fraîche on la mouille et ensuite on la bat sur une pierre avec un pesant maillet de bois à long manche pour l'écraser et aplatir. La natte de paille se vend au pied ou à la toise quarrée plus ou moins suivant le prix de la paille. Elle sert a couvrir les murailles et les planchers des maisons on en fait aussi des chaises et des paillassons, etc. Les nattes de jonc, du moins les fines viennent du Levant il y en a de très chères et travaillées avec beaucoup d'art soit pour la vivacité des couleurs soit pour les différents dessins qu'elles représentent. Les Indiens et les Caraïbes de nos jours font des ouvrages admirables en ce genre. Il vient encore du Levant, de Provence et de quelque provinces de France des grosses nattes de jonc qui servent d'emballage à plusieurs sortes de marchandises. Le commerce des nattes était autrefois très considérable à Paris et malgré le grand nombre d'ouvriers qui y travaillaient alors on était obligé d'en faire venir quantité de dehors. Les nattes de Pontoise étaient les plus estimées après celles de Paris, mais depuis que le luxe et la magnificence des ameublements ont banni l'ancienne simplicité de nos mœurs, il n est plus usité d'employer les nattes à tapisser nos cabinets à en faire des tapis d'estrade et autres ameublements semblables. Cet art qui avait fleuri jusqu au milieu du XVIIe siècle a tellement dégénéré qu au lieu de cent maître qu il y avait pour lors à Paris à peine en compte t-on quelques-uns aujourd'hui. La communauté des Nattiers avait deux jurés dont l'un se changeait tous les ans; c'étaient eux qui donnaient le chef-d'œuvre mais cette charge est devenue comme inutile; presque personne ne se présente à la maîtrise hors quelques fils de maîtres qui sont reçus sans chef-d'œuvre. Outre la fabrique de toutes sortes de nattes, ils ont droit de faire des chaises et de les rempailler en natte et non en paillé torse ce qui n appartient qu'au métier de tourneur.